# クリストフ・クフナー
クリストフ・クフナー(ドイツ語：Christoph Kuffner、1780年6月28日-1846年11月7日)はオーストリアの詩人。ウィーン生まれ、同地で没。

## 生涯
クフナーは宮廷軍事局(Hofkriegsrat)の起草官(Konzipist、コンツィピスト)。1818年から、当時影響力の強かった雑誌「芸術・文学・流行のウィーン雑誌」(Wiener Zeitschrift für Kunst, Literatur und Mode)の編集長を務めた。この雑誌はオーストリアのジャーナリスト、ヨハン・シック(1770-1835)により1817年に創刊されたものである。発行期間は前身雑誌の1816年から1848年まで。当時（三月前期）のウィーン文化事情を知る上で最も重要な史料の一つとなっている。
今日、クフナーの名前はベートーヴェンの合唱幻想曲(Op.80)の歌詞の作詞者として知られるところとなっている。ベートーヴェン自身は歌詞に満足でなかったとされ、作詞者を明かさなかったため（初版の出版時にも名前が出ていなかった）、長年に渡り、作詞者をめぐり論争が続いていた。しかし、ベートーヴェン自身が指揮した1808年12月22日の(世界)初演時には、すでに、当時の批評記事(雑誌「オーストリア帝国の文学・芸術年報」、"Annalen der Litteratur und Kunst in dem oesterreichischen Kaiserthume")にクフナーの名前が作詞者として明示されている。その他、ベートーヴェンの弟子のカール・チェルニーもクフナーを作詞者と言及していた。
1826年、ベートーヴェンの新作オラトリオ「ザウル」でも歌詞の作詞に携わったが、この新作は作曲されることなく終わった。

## 著作
- Christoph Kuffner, Mälzl und seine musikalischen Kunstwerke, in: Vaterländische Blätter, Wien, Jg. 1, Nr. 14 vom 24. Juni 1808, S. 112–115 (Digitalisat)

### 作品集
- Ch. Kuffner's erzählende Schriften, dramatische und lyrische Dichtungen. Ausgabe letzter Hand, 20 Bände, Wien 1843–1847